# Ecaterina Szabo
Ecaterina Szabo (en húngaro: Szabó Katalin; Zăbala, Distrito de Covasna, Rumania, 22 de enero de 1968) es una exgimnasta artística rumana, descendiente del grupo étnico húngaro, ganadora de veinte medallas mundiales, continentales y olímpicas. 
Destacó principalmente en los JJ. OO. de Los Ángeles 1984, donde ganó cuatro medallas de oro —salto de potro, viga de equilibrio, suelo y concurso por equipos— y la de plata en la general individual, tras un épico enfrentamiento con la estadounidense Mary Lou Retton quien finalmente consiguió el oro.
Tres años después, llevó a su equipo al título mundial en el Mundial de Róterdam en 1987, derrotando a la Unión Soviética, por tercera vez en la historia de la competición. 
En el año 2000 fue incluida en el Salón de la Fama de la Gimnasia.

## Carrera

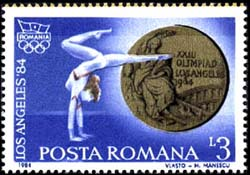
Sello postal de Rumania del año 1984 en homenaje a la gimnasta Ecaterina Szabo.

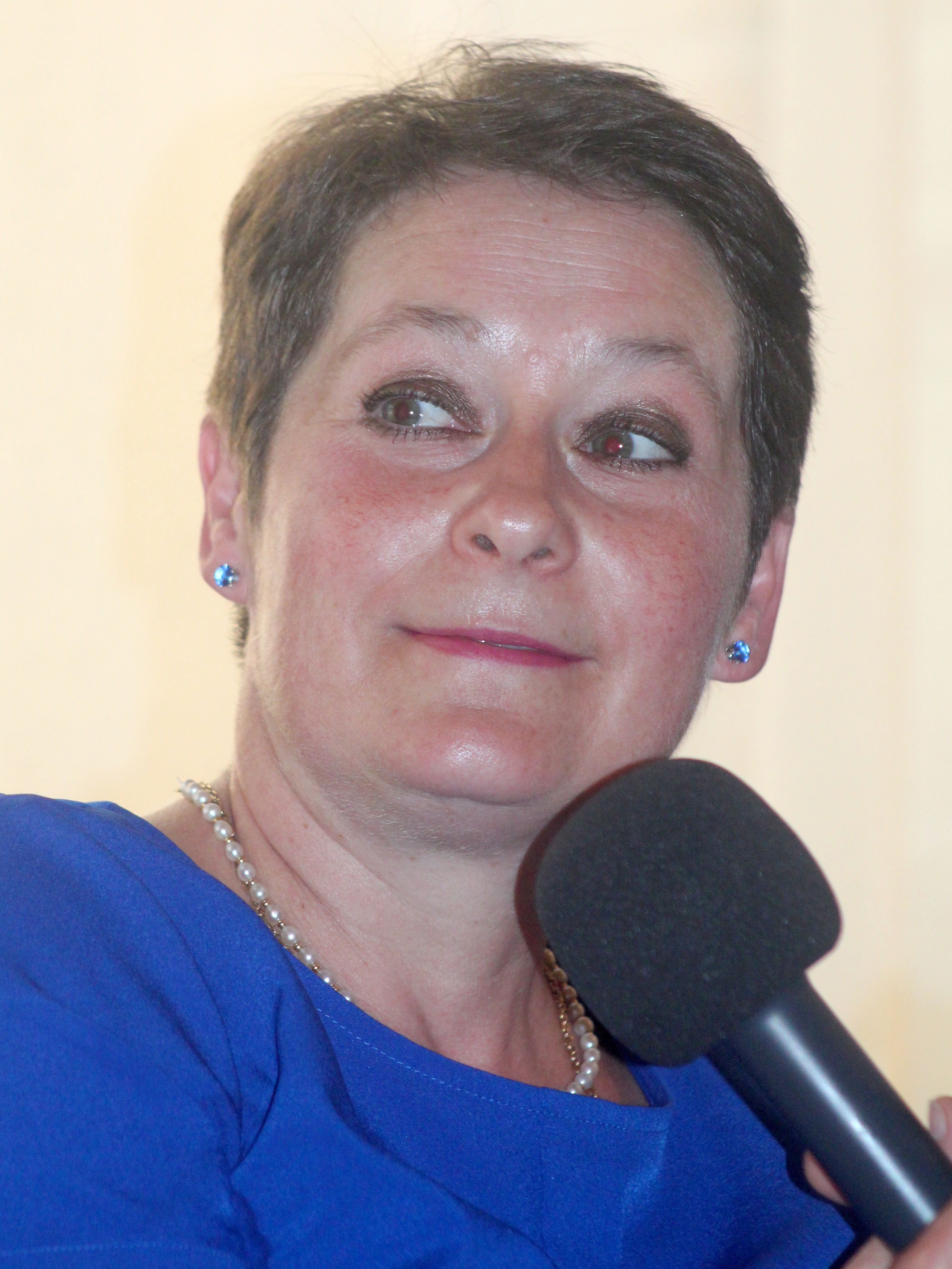
Foto de Ecaterina Szabo del 20 de agosto de 2017, ya retirada de las competiciones.

Comenzó en la disciplina de la gimnasia artística en 1973 en la Escuela gimnástica en Oneşti, entrendada por Maria Cosma y Mihai Agoston.
En 1980 obtuvo sus primeras medallas de oro en campeonatos juveniles. En 1982 obtuvo dos medallas de oro y tuvo destacada participación en todas las demás competencias.
Para los juegos ólímpicos de 1984 tras la retirada de las atletas del bloque soviético en represalia por la no participación occidental en las Olimpiadas de Moscú, Szabo pasó a ser la favorita, siendo llamada "the next Nadia" (la nueva Nadia), en referencia a la también rumana Nadia Comăneci. Si bien logró ganar la mayoría de las medallas de oro en las competencias, perdió controversialmente con un puntaje de .05 frente a la local Mary Lou Retton. Volvió a Rumania transformada en una heroína, siendo electa como la mejor atleta rumana del año.
En 1990 se reportó que Szabo no había nacido en 1967 como figuraba en los registros de la Federación Internacional de Gimnasia, sino en 1968. Esa falsificación de su fecha de nacimiento se produjo para poder esquivar el límite mínimo de edad impuesto para las gimnastas que compiten internacionalmente.